# Jimmy Palmer
Jimmy Palmer er en fiktiv person i tv-serien NCIS portrætteret af den amerikanske skuespiller Brian Dietzen og dukkede første gang op i episoden "Split Decision". Han blev ansat som Ligsyns assistent på NCIS. Efter Gerald var uarbejdsdygtig, blev Palmer Dr. Donald Mallard's medicinske assistent både i marken og i lighuset. Jimmy er bange for Gibbs. En del af årsagen til det er, at Dr. Donald Mallard og han ofte er på gerningsstedet længe efter Gibbs og hans team ankommer og Dr. Mallard lægger vægt på at Jimmy er en forfærdelig chauffør og altid farer vild. 
Han blev opkaldt efter tidligere Baltimore Orioles pitcher Jim Palmer. Palmer har beskæftiget sig med ex-agent Lee's reelle loyalitet og hendes død, eftersom han har været i seng med hende. 
I episode "Last Man Standing" afslører Palmer til Gibbs og Leon Vance, at han og Agent Lee havde "gjort det" for et stykke tid.